# Relations entre l'Inde et le Kenya
Les relations entre l'Inde et le Kenya sont les relations bilatérales de la république de l'Inde et de la république du Kenya.

## Histoire
En tant qu'États côtiers de l'océan Indien, les liens commerciaux et les relations entre l'Inde et le Kenya remontent à plusieurs siècles. Le Kenya compte une grande minorité d'Indiens et de personnes d'origine indienne qui descendent des ouvriers qui ont été amenés par les Britanniques pour construire le chemin de fer en Ouganda. Avant l'indépendance de l'Inde, le bien-être des Indiens d'Afrique du Sud-Est a attiré l'attention des combattants de la liberté indiens. Sarojini Naidu a présidé la session de Mombasa du Congrès des Indiens d'Afrique de l'Est en 1924 et une mission d'enquête sous la direction de K. P. S. Menon y a été envoyée en 1934. Après l'indépendance de l'Inde, elle a créé un bureau du commissaire pour l'Afrique de l'Est britannique résidant à Nairobi en 1948. Compte tenu de la détérioration des relations raciales entre Indiens et Kenyans, Jawaharlal Nehru a nommé le diplomate de haut rang Apa Pant comme Haut Commissaire au Kenya. Nehru a également apporté son soutien à Jomo Kenyatta et au parti Kenya African National Union, en demandant aux Indiens du Kenya de s'identifier à la population locale. Malgré la détérioration des relations raciales au Kenya, qui a conduit à l'exode des Asiatiques vers l'Inde et la Grande-Bretagne, la coopération économique entre l'Inde et le Kenya a prospéré et est devenue un exemple de coopération Sud-Sud. Après l'indépendance du Kenya en 1963, un haut-commissariat indien a été établi à Nairobi.
Le Kenya et l'Inde sont membres de forums internationaux tels que les Nations unies, le Mouvement des pays non alignés, le Commonwealth des Nations, le G-77 et le G-15 et l'Association pour la coopération régionale du pourtour de l'océan Indien et coopèrent souvent entre eux au sein de ces forums.